# 石川呂人
石川 呂人（いしかわ ろひと、1974年10月9日 - ）は、日本のラジオDJ、
ナレーター、作家、利酒師である。愛称は「アフロ」。

## ＴＶナレーション
- フジテレビ
- ＴＢＳ
- ＢＳ１１　他

## ＣＭナレーション
- アサヒビール「クリアアサヒ」「プライムリッチ」
- マクドナルド「マック・グラン」
- ドミノピザ「ピザサンド」
- ライオン「ＢＡＮ」
- ＧＭＯ「お名前．ｃｏｍ」
- ミスタードーナツ「ミスタークロワッサンドーナツ」
- 花王「めぐりズム」「ケープ」
- ＡＫＢ４８「チームサプライズ・シリーズ」
- フィアット「ＦＩＡＴ５００」
- ダイハツ「ムーヴ」
- ミツカン「金のごまだれ」
- レコチョク
- ＨＯＮＤＡ「ＴＨＡＮＫＳ　ＤＡＹ」
- 富士スピードウェイ
- ツインリンクもてぎ
- モスバーガー「ポークソテーバーガー」　他

## ラジオ
- Ｊ－ＷＡＶＥ　GROOVE LINE Z　ゲリラレポーター月曜担当
- ＦＭ横浜
- Ｂａｙｆｍ
- ｔｂｓラジオ　他

## ＴＶＣＭ出演
アサヒビール「クリアアサヒ」「プライムリッチ」